# Lêkima
Lêkima hay trứng gà (danh pháp khoa học: Pouteria lucuma) là một loại cây ăn quả có nguồn gốc từ vùng núi Andes ở Nam Mỹ. Sở dĩ lêkima được gọi là quả trứng gà vì khi chín quả có màu sắc và hương vị giống lòng đỏ trứng gà khi đã luộc chín. Tên gọi quả trứng gà tương tự cách gọi bằng tiếng Anh: eggfruit, tuy nhiên trên thực tế từ eggfruit trong tiếng Anh dùng để chỉ chung các loại quả thuộc chi Pouteria, còn loài P. lucuma (quả lêkima hay quả trứng gà của Việt Nam) thì được gọi là lucuma. Trái lêkima khi ăn vào có vị bùi bùi như lòng đỏ trứng gà ngọt, từ từ sẽ cảm thấy đắng khi ăn quá lâu. Điều đặc biệt hơn nữa loại quả này không bao giờ có sâu.

## Giá trị dinh dưỡng
Có hàm lượng cao vitamin B3, beta-caroten, sắt và chất xơ, tăng hồng cầu. giảm cholesterol và triglyceride, tăng lực tốt,v.v... là những thành phần chống oxy hóa cực mạnh cho da và cần thiết cho hoạt động của cơ thể. Lê ki ma còn giúp tăng tỷ lệ hồng cầu trong máu, kích thích hoạt động của hệ thần kinh, chống trầm cảm, giảm cholesterol và triglyceride trong máu, ngăn ngừa các bệnh tim mạch và béo phì, hạn chế các cơn nhồi máu cơ tim, tăng hiệu quả của hệ miễn nhiễm và tăng lực rất tốt. Nó được dùng để làm sinh tố chung với quả bơ và làm kem.

## Văn thơ về hoa Lêkima
| “ | Mùa hoa Lêkima nở Ở quê ta miền Đất đỏ Sông núi đất nước ơn người anh hùng Đã chết cho mùa hoa Lêkima nở Ở quê ta miền Đất đỏ Sông núi đất nước ơn người anh hùng Đã chết cho đời sau. | ” |

## Văn thơ về quả Lêkima
| “ | Nhãn lồng thơm, trái táo càng thơm Lêkima, mía, bắp, đậu rồng Hồ tiêu với điều vốn thiệt giàu to Khế ổi me, tình thiệt con gái ưa... | ” |

## Hình ảnh

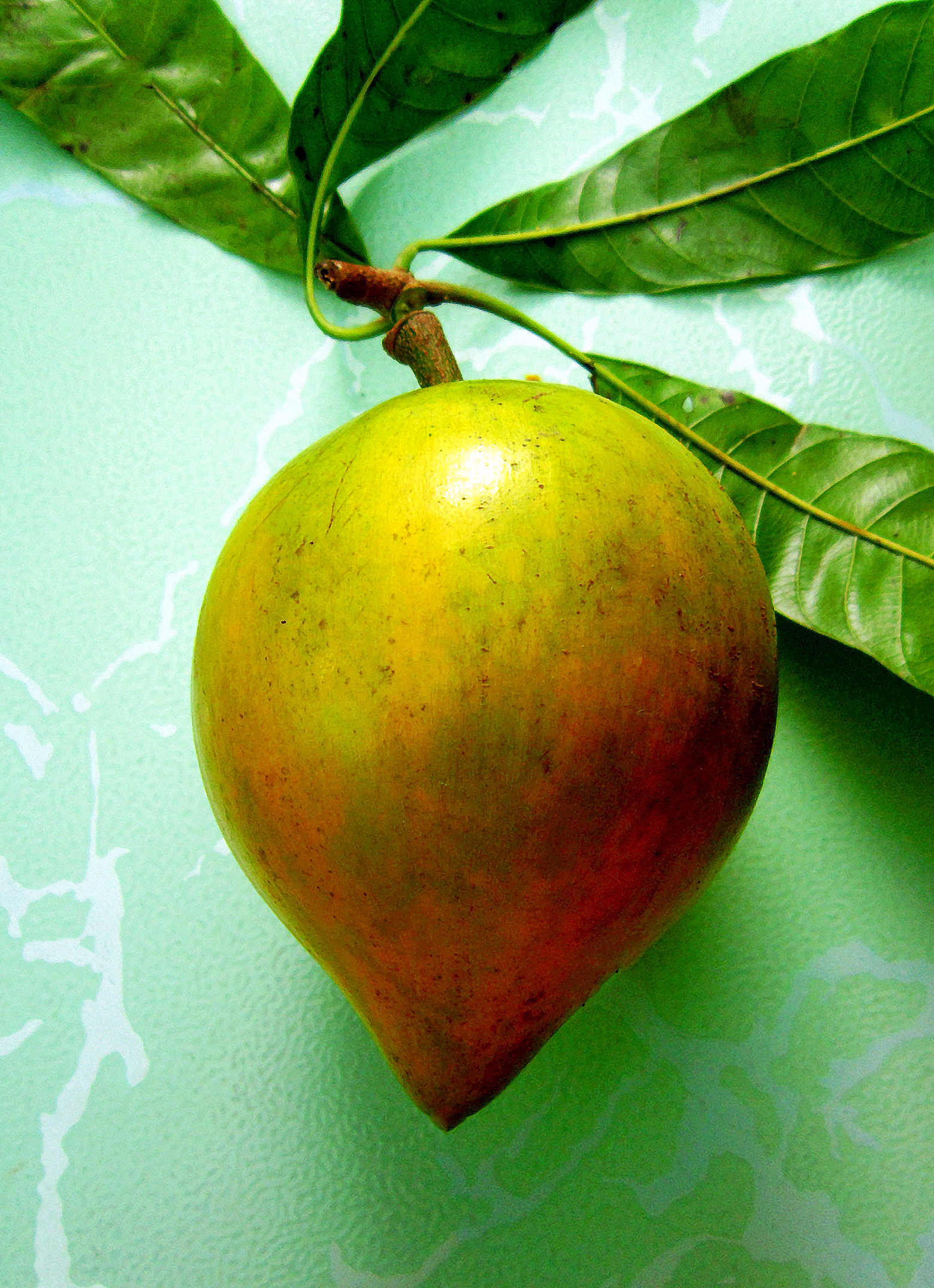
Trái Lêkima chín
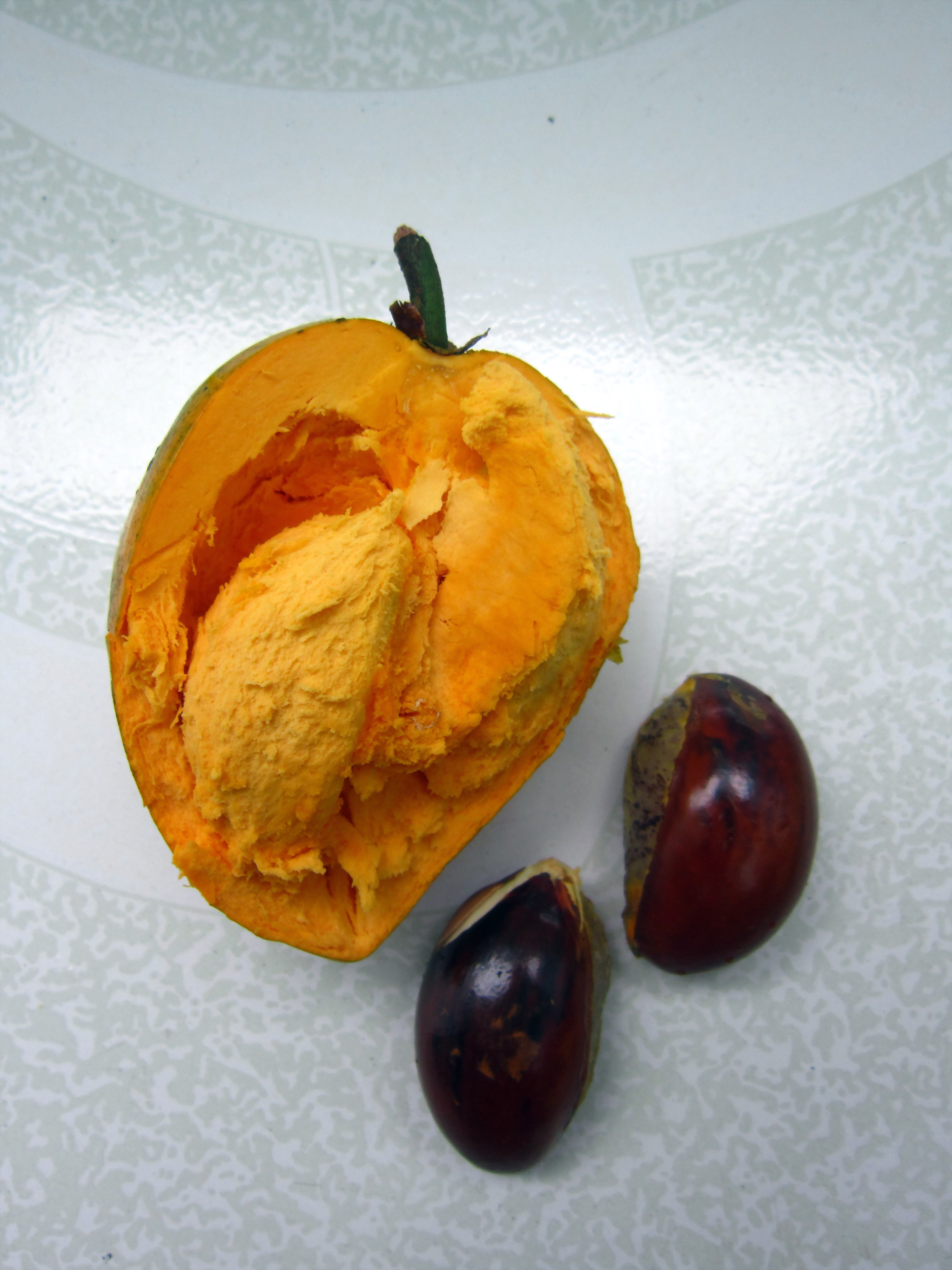
Bên trong trái và hạt
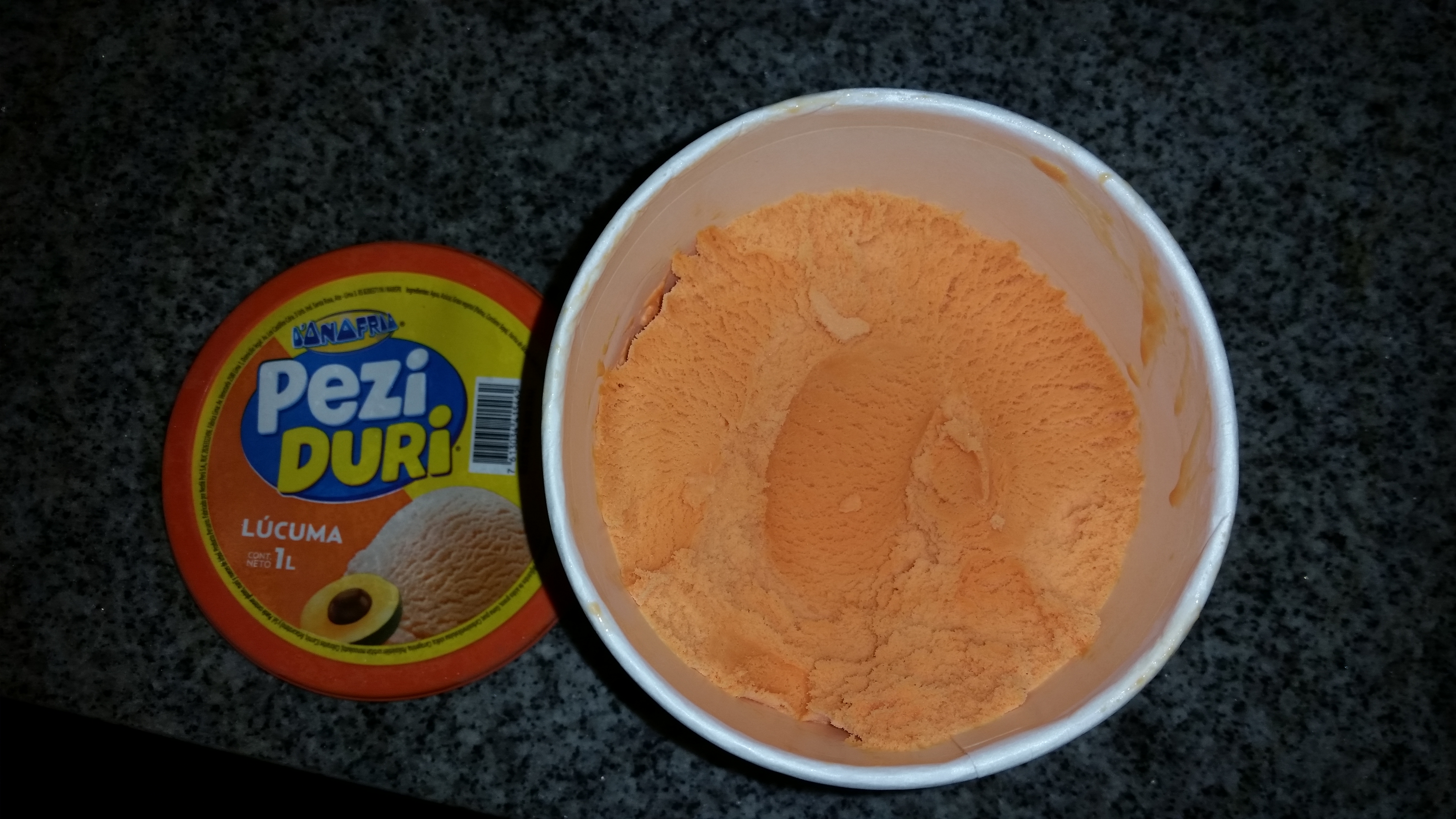
Một hộp kem vị lêkima
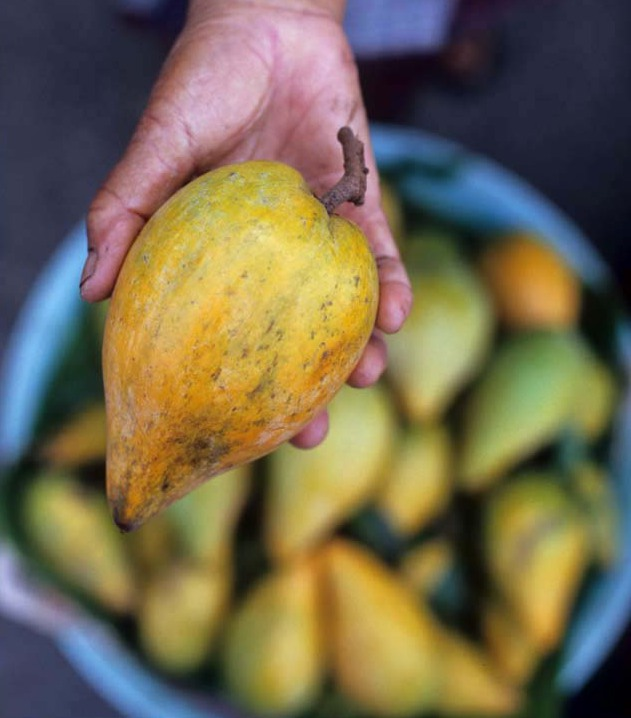
Một quả trứng gà
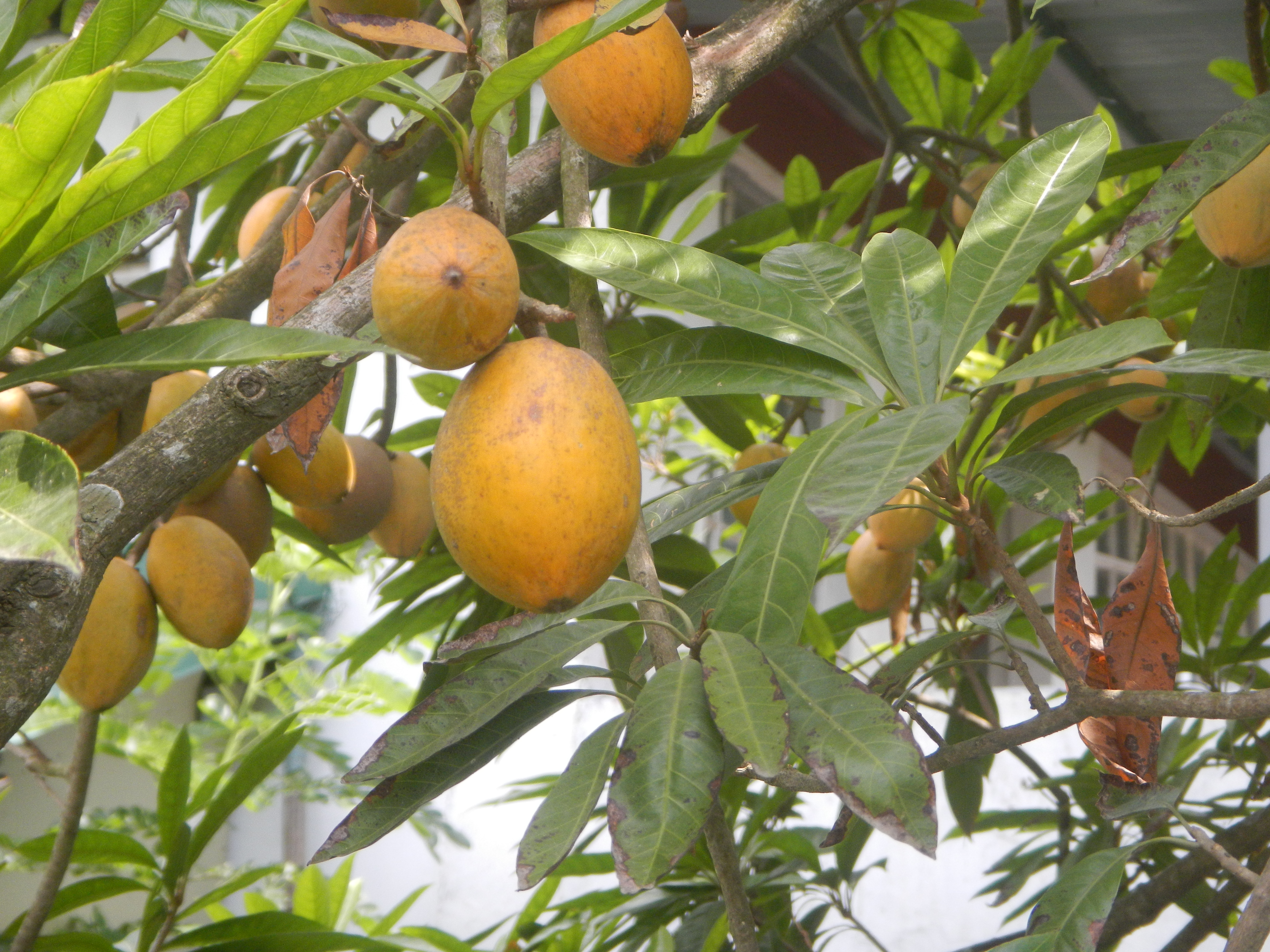
Lá và quả lêkima
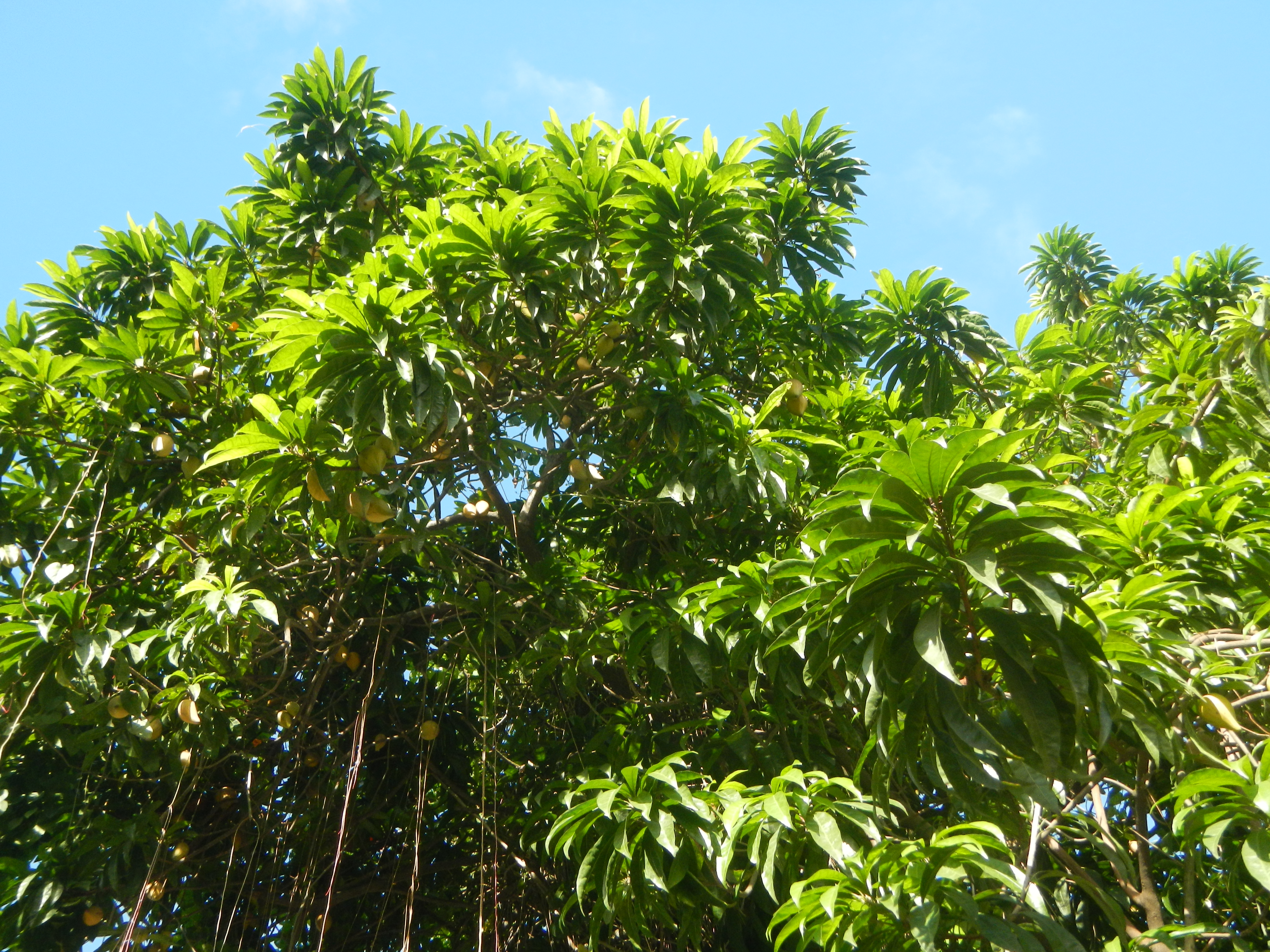
Cây lêkima